# Campione d'Italia
Campione d'Italia (en llengua llombarda Campion) és una comuna italiana, a la província de Como, regió de Llombardia, a la vora del llac de Lugano. El poble és conegut pel fet que hi opera un famós casino establert abans de la Segona Guerra Mundial i que funciona sota unes normes menys estrictes que les existents, tant a Itàlia com a Suïssa.

## Geografia
El territori de Campione forma un petit exclavament italià dins el territori de la Confederació Suïssa, amb una superfície de 2,6 km² (0,9 km² en terra ferma i 1,7 km² en aigües territorials). Està envoltat pel territori del cantó de Ticino i es troba separat de la resta del territori de Llombardia, en concret de la comuna de Lanzo d'Intelvi, per una xicoteta franja de terreny de menys d'un quilòmetre d'ample, que pertany a la comuna suïssa d'Arogno.

## Història
Aquesta situació té l'origen en la decisió del Ticino d'entrar a formar part de Suïssa el 1798, al mateix temps que els habitants del poble de Campione decidien seguir formant part de la Llombardia (que s'havia constituït en la napoleònica República Cisalpina) i, subseqüentment, d'Itàlia el 1871, en produir-se la unificació. El títol «d'Itàlia» es va afegir al nom originari del municipi el 1933 pel govern feixista dirigit per Mussolini.
Campione va esdevenir famós per haver estat el lloc on van néixer un conjunt d'escultors, coneguts com a mestres campionencs, actius durant el final de l'edat mitjana. Encara que dins del gòtic tardà, l'estil dels mestres de Campione anticipà el Renaixement.
Avui dia, el poble de Campione té una integració molt àmplia dins de Suïssa: utilitza el franc suís i es beneficia dels permisos als italians de transitar per territori helvètic. Els serveis telefònics són proporcionats per la companyia suïssa Swisscom (si es truca des d'Itàlia s'ha de fer una trucada internacional), mentre que el correu pot ser enviat als codis postals d'ambdós països.

## Evolució demogràfica
| Gràfica d'evolució de Campione d'Italia entre 1861 i 2001 |
|                                                           |
| Font ISTAT - elaboració gràfica de Wikipedia              |